# Теспе (Ордабасинський район)
Теспе́ (каз. Теспе) — село у складі Ордабасинського району Туркестанської області Казахстану. Входить до складу Буржарського сільського округу.
Населення — 645 осіб (2021; 586 у 2009, 486 у 1999, 340 у 1989).